# Dypsis acuminum
Dypsis acuminum is de botanische naam van een plant uit de palmenfamilie (Arecaceae), die endemisch is in Madagaskar. Het basioniem is Chrysalidocarpus acuminum Jum. (1922).
De plant komt voor in het gebergte in het noorden van Madagaskar in Daraina, het Manongarivoreservaat en het nationaal park Marojejy. Er werden een 140-tal exemplaren geteld op vier verschillende locaties, op een hoogte van 900 tot 1900 m.
De plant staat op de Rode Lijst van de IUCN als zijnde "bedreigd" (EN) wegens zijn zeldzaamheid.